# Helkiasz II
Helkiasz II Młodszy (zm. po 61) - strażnik skarbu świątyni jerozolimskiej.
Był synem Aleksasa III Helkiasza i Kypros IV, wnuczki Heroda Wielkiego. 
Za urzędowania prokuratora Porcjusza Festusa Żydzi zbudowali wysoki mur, który miał zasłaniać Herodowi Agryppie II widok na świątynię jerozolimską. Prokurator nakazał mur zburzyć. Żydzi odwołali się od tej decyzji do cesarza Nerona, a na czele delegacji wysłanej do Rzymu stanęli Helkiasz II i arcykapłan Izmael syn Fabiego. Neron wyraził zgodę na pozostawienie muru, z kolei kochanka (późniejsza żona) cesarza Poppea Sabina, sympatyzująca z judaizmem zatrzymała u siebie Helkiasza i Izmaela.
Przypuszczalnie Helkiasz stracił urząd strażnika skarbu świątynnego, ponieważ w 66 roku tę funkcję sprawował Antypas III. Dalsze losy Helkiasza nie są znane. Badacze domyślają, że przebywał w Rzymie do śmierci Poppei Sabiny w 65 roku, a później - wobec wybuchu wojny w Judei - udał się do Cyreny.